# 海野ナル
海野 ナル（かいの なる、1990年〈平成2年〉10月13日 - ）は、日本のファッションモデル、タレント、女優である。ホリプロ系列のモデルエージェンシー「ブース」所属。

## 人物
兵庫県出身。甲南女子大学文学部英語英米文学科卒業。兄と姉がいる3人兄妹の末っ子。
大学在学中より、関西を拠点にモデル活動を開始。『JR西日本』マイフェイバリット関西のレギュラーを3年つとめる。
『秘密のケンミンSHOW』、 『逃れ者 おりん2』（千代 役）、『ゼクシィ』、『ダンロップ』テニスウエアカタログ等にて活動。
大学卒業後に上京し、ホリプロ モデルエージェンシーブース所属。モデル・タレントとして活動。
2014年4月～2015年4月、『オレたちゴチャ・まぜっ!〜集まれヤンヤン〜』ヤンヤンガールズ（6期生）として、1年間レギュラー番組に出演。
2015年4月より、『虎バン主義』アシスタントレギュラー出演。2015年公式戦開幕後最初の放送（3月28日）に揃って登場した後に、翌週の放送（4月4日）からレギュラー放送の最終回（10月31日）まで、隔週交代で出演[22]。

## 出演

### イベント
- 東京オートサロン2020 三菱自動車[注 1]
- 神戸コレクション2017SS,2017AW,2018SS,2018AW,2019SS,2019AW[6]
- 東京モーターショー2015 BMW[7]
- ザ・リッツ・カールトン大阪
- ハイアットリージェンシー大阪
- ANA クラウンプラザホテル神戸
- 鹿島セントラルホテル
- 住吉大社
- タカミブライダル
- ハツコ エンドウ Hatsuko endo 銀座
- ザ・シーズンズランドマーク 神戸北野
- ON EARTH 2012
- 上海・久光百貨店 神戸ブランドファッションショー
- 岡山クラブハウスセロフィト
- 大阪高島屋 SHOW
- 西宮阪急百貨店 フロアショー
- KOBEファッションパーティー
- 東芝 ダイナパット - PRモデル

### テレビ番組
- 虎バン主義(ABC) アシスタントレギュラー[注 2]
- ワールドビジネスサテライト（テレビ東京)
- なないろ日和（テレビ東京）
- 逃れ者おりん2（テレビ東京）千代 役
- 秘密のケンミンSHOW（日テレ)
- 全力坂 インフォマーシャル（テレビ朝日)
- ショップチャンネル
- ゴーちゃんラボＱ10（テレビ朝日）
- ガールズクラフト（NHK Eテレ)

### 広告
- JR西日本 マイフェイバリット関西
- ゼクシィ
- クラシエ
- P&G パンテーン
- 近畿日本鉄道
- ワタベウェディング
- ダンロップ テニスウエアカタログ
- SUZUKI
- 関西ウォーカー
- 東京ウォーカー
- 赤ちゃん本舗
- 神戸 布引ハーブ園
- ワタベウェディング
- Dear Princess
- 京都 着物岡本
- sujimi 素肌の秘訣
- LDK the beauty

### CM
- ワークマン
- 株式会社ＩＨＩ

### ラジオ
- オレたちゴチャ・まぜっ!〜集まれヤンヤン〜（MBSラジオ）2014年4月～2015年4月   ヤンヤンガールズ（6期生）